# ماگاس سیرنه
ماگاس سیرنه (زبان یونانی: Μάγας ὁ Κυρηναῖος؛ c. 320 BC – 250 BC) فرمانروا و شاه یونانی‌ها در برقه در لیبی امروزی بود. او به عنوان افسر نظامی در لشکرکشی های اسکندر مقدونی خدمت کرده بود.